# Alba (pel·lícula futura)
Alba és una pel·lícula futura dirigida per Francisca Alegría.
Es tracta d'una modernització de l'obra teatral La casa de Bernarda Alba de 1936 de l'autor espanyol Federico García Lorca. El film estarà ambientat a Miami al segle xxi.
Tot i que inicialment es va anunciar que formarien part del repartiment Jenna Ortega, Camila Mendes i Danny Ramirez, els representants de la primera van desmentir poc després que ella hagués estat triada per al paper en qüestió.

## Repartiment
- Camila Mendes
- Danny Ramirez

## Anunci
La pel·lícula va ser anunciada el 5 de març del 2023.

## Producció
El rodatge està previst per a l'estiu del 2023.
Les empreses productores són LuckyChap Entertainment i d'A24.
El guió anirà a càrrec de Chelsey Lora i la producció, de Margot Robbie amb Camila Mendes.

## Estrena
La data d'estrena està pendent de fixar.